# Golfe de Thaïlande
Le golfe de Thaïlande, anciennement appelé golfe du Siam, est un golfe d'Asie adjacent à la mer de Chine méridionale, et indépendant de cette dernière. Il est bordé par la Thaïlande, la Malaisie, le Viêt Nam et le Cambodge. La partie septentrionale du golfe constitue la baie de Bangkok, dans laquelle se jette le fleuve Chao Phraya. Le golfe a une superficie de quelque 320 000 km2.

## Géographie
L'Organisation hydrographique internationale définit les limites du golfe de Thaïlande de la façon suivante :
- Au sud : une ligne allant de l’extrémité sud-ouest du Vietnam ou mũi Cà Mau (8° 36′ 21″ N, 104° 43′ 08″ E) jusqu’à l’extrémité septentrionale du côté est de l’estuaire du fleuve Kelantan (Sungai Kelantan) (6° 13′ 08″ N, 102° 14′ 20″ E), en Malaisie.

Le golfe de Thaïlande est peu profond, avec une profondeur moyenne de 45 m et un maximum de 80 m. Les principaux cours d'eau qui s'y jettent sont la Chao Phraya, la Mae Klong et la Tapi.
À la fin de la dernière glaciation, le golfe n'existait pas en raison d'un niveau des mers alors plus bas qu'aujourd'hui.
Grâce à sa température tropicale, le golfe abrite de nombreux récifs de coraux. Le lieu touristique le plus connu est l'île de Ko Samui dans la province de Surat Thani en Thaïlande.
Le golfe possède également des réserves de pétrole et de gaz naturel.